# Herb Tunezji
Herb Tunezji – jeden z symboli państwowych Tunezji w postaci herbu. Tarcza jest podzielona na trzy części. W górnej części znajduje się wizerunek galery fenickiej na tle nieba, w lewej dolnej – rysunek czarnej wagi szalkowej na żółtym tle, zaś w prawej dolnej części – stylizowana postać czarnego lwa. Środkiem tarczy herbowej biegnie wstęga z napisem w języku arabskim: نظام، حرية، عدالة  (niẓām, ḥurriyya, ʿadāla) – Porządek, Wolność, Sprawiedliwość.
Poszczególne pola na tarczy heraldycznej symbolizują poszczególne człony tego motta kraju: lew jest symbolem porządku (dyscypliny), galera – wolności, a waga – sprawiedliwości. Galera nawiązuje także do czasów starożytnych, kiedy to obszary obecnej Tunezji były terenem kolonizacji fenickiej, a następnie centrum państwa kartagińskiego.
Ponad tarczą znajduje się koło, w którym umieszczone są symbole islamu – półksiężyc i gwiazda. Podkreśla to znaczenie religii dla tego kraju oraz nawiązuje do wyglądu tunezyjskiej flagi.
Herb został przyjęty 21 czerwca 1956 r., tj. wkrótce po uzyskaniu niepodległości przez Tunezję. Pierwotna wersja herbu nieznacznie różniła się od obecnej (która obowiązuje od 1963 r.), m.in. zawierała dodatkowo wizerunki włóczni, na tle których znajdowała się tarcza herbowa, zaś wizerunki lwa i wagi umieszczone były w odwrotnej kolejności.